# NGC 5464
NGC 5464 (również PGC 50356) – magellaniczna galaktyka spiralna z poprzeczką (SBm), znajdująca się w gwiazdozbiorze Hydry. Odkrył ją John Herschel 30 marca 1835 roku.